# Д’Эстре, Жан (дипломат)
Жан Д’Эстре (фр. Jean d'Estrées; 1666, Париж  — 3 марта 1718 , там же) — французский аристократ, священник, дипломат. Доктор богословия (1698). Епископ Ланский (1681—1694). Архиепископ Камбре (1716—1718). Член Французской академии (кресло № 1 с 1711 по 1718).

## Биография
Сын флотоводца, адмирала графа Жана Д’Эстре, племянника фаворитки короля Генриха IV — Габриэль д’Эстре. Внук маршала и пэра Франции, епископа Нуайона Франсуа-Аннибаля д’Эстре (1573—1670). Брат маршала Франции и пэра Франции Виктора Мари Д’Эстре.
В 1692 году был отправлен послом в Лиссабон для ведения переговоров с королём Португалии Педру II Спокойным о нейтралитете в войне за Пфальцское наследство. После успешного выполнения дипломатической миссии, вернулся в Париж и стал доктором богословия (1698).
В 1703 году был с ещё одной ответственной миссией направлен ко двору короля Филиппа V в Мадрид. Со временем был назначен посланником.
Просвещенный библиофил, богатая коллекция которого после его смерти пополнила аббатство Сен-Жермен-де-Пре.

## Награды
- Командор Ордена Святого Духа.